# Барч-Хакли, Мишель
Мишель Барч-Хакли (англ. Michelle Bartsch-Hackley; 12 февраля 1990, Канзас-Сити, штат Канзас, США) — американская волейболистка. Нападающая-доигровщица. Олимпийская чемпионка 2020.

## Биография
Мишель Барч родилась в Канзас-Сити (штат Канзас). Отец — Майкл Барч, выступал за футбольную команду Блэкбёрнского колледжа. Мать — Джули Барч, играла в волейбол за команду Канзасского университета. 
Волейболом Мишель Барч начала заниматься в школе города Коллинсвиль (штат Иллинойс), куда переехала с семьёй в детстве. В 2006 году была включена в юниорскую сборную США, в составе которой приняла участие в чемпионатах мира и NORCECA среди девушек и стала обладателем золотой медали континентального юниорского первенства. В 2008, выступая уже за молодёжную сборную страны, выиграла «золото» молодёжного чемпионата NORCECA.
В 2008—2011 играла за команду Иллинойсского университета в Урбане-Шампейне в студенческих соревнованиях. В 2011 году стала серебряным призёром чемпионата Национальной ассоциации студенческого спорта (англ. National Collegiate Athletic Association, сокр. NCAA).
Первым профессиональным клубом Мишель Барч-Хакли в 2012 году стал пуэрто-риканский «Льянерас де Тоа-Баха». С 2013 волейболистка играла за клубы из Германии, Италии и Китая. В составе «Дрезднера» дважды становилась чемпионкой Германии, а выступая за итальянскую команду «Игор Горгондзола» в 2019 стала победителем розыгрыша Лиги чемпионов ЕКВ. В 2020 перешла в турецкий «Вакыфбанк», в составе которого в 2021 выиграла чемпионат и Кубок Турции.
С 2015 года Мишель Барч-Хакли является игроком национальной сборной США. В её составе трижды выигрывала Лигу наций, при этом в 2018 и 2021 признавалась лучшим игроком турнира. В 2015 стала победителем Панамериканского Кубка и чемпионкой Панамериканских игр, а в 2017 — двукратной обладательницей Панамериканского Кубка. В 2021 Барч-Хакли выиграла «золото» отложенных на год Олимпийских игр и вошла в символическую сборную соревнований. 
В 2022 завершила игровую карьеру. В 2023 вошла в тренерский штаб команды университета штата Огайо.

### Клубная карьера
- 2008—2011 —  Иллинойсский университет в Урбане-Шампейне;
- 2012 —  «Льянерас де Тоа-Баха» (Тоа Баха);
- 2013—2014 —  «Роте-Рабен» (Фильсбибург);
- 2014—2016 —  «Дрезднер» (Дрезден);
- 2016—2017 —  «Зюдтироль Больцано» (Бронцоло);
- 2017—2018 —  «Унет-Ямамай» (Бусто-Арсицио);
- 2018—2019 —  «Игор Горгондзола» (Новара);
- 2019—2020 —  «Бэйцзин Байк Моторс» (Пекин);
- 2020—2022 —  «Вакыфбанк» (Стамбул).

## Достижения

### Со сборными США
- Олимпийская чемпионка 2020.
- серебряный призёр розыгрыша Кубка мира 2019.
- бронзовый призёр розыгрыша Всемирного Кубка чемпионов 2017.
- серебряный призёр Мирового Гран-при 2016.
- 3-кратный победитель Лиги наций — 2018, 2019, 2021.
- серебряный призёр чемпионата NORCECA 2019.
- чемпионка Панамериканских игр 2015.
- двукратный победитель розыгрышей Панамериканского Кубка — 2015, 2017.
- чемпионка NORCECA среди молодёжных команд 2008.
- чемпионка NORCECA среди девушек 2006.

### С клубами
- серебряный призёр чемпионата NCAA 2011.
- двукратная чемпионка Германии — 2015, 2016;
  - серебряный призёр чемпионата Германии 2014.
- двукратный победитель розыгрышей Кубка Германии — 2014, 2016.
- серебряный призёр чемпионата Италии 2019.
- победитель розыгрыша Кубка Италии 2019.
- бронзовый призёр чемпионата Китая 2020.
- двукратная чемпионка Турции — 2021, 2022.
- двукратный победитель розыгрышей Кубка Турции — 2021, 2022.

- двукратный победитель Лиги чемпионов ЕКВ — 2019, 2022;
  - серебряный призёр Лиги чемпионов ЕКВ 2021.
- победитель клубного чемпионата мира 2021.

### Индивидуальные
- 2006: лучшая на подаче молодёжного чемпионата NORCECA.
- 2018: MVP и лучшая доигровщица (одна из двух) Лиги наций.
- 2021: MVP и лучшая доигровщица (одна из двух) Лиги наций.
- 2021: лучшая доигровщица (одна из двух) Олимпийских игр.

## Личная жизнь
Муж — Корбин Хакли.